# بیمه کوثر
شرکت بیمه کوثر حدود ۱۴ سال در عرصه صنعت بیمه به فعالیت مشغول است. این شرکت در تاریخ ۶ مهر ۱۳۸۹ در ثبت شرکت‌ها به ثبت رسید و در ۲۷اُم همان ماه موفق به اخذ مجوز پروانهٔ تأسیس و فعالیت خود از بیمه مرکزی جمهوری اسلامی ایران گردید.
این شرکت دارای ۸ شعبه، ۳۱ سرپرستی و بیش از 1000 نمایندگی در سراسر کشور است. بر اساس آخرین گزارش منتشر شده بیمه مرکزی از آمار عملکرد شرکت‌های بیمه از ابتدای سال تا پایان اردیبهشت ۱۳۹۹، بیمه کوثر حدود ۴ درصد سهم بازار بیمه را به خود اختصاص داده‌است.

## هیئت مدیره
| نام                    | سمت                  | مدرک تحصیلی  | رشته تحصیلی            |
| ---------------------- | -------------------- | ------------ | ---------------------- |
| علی اصغر محرابیان      | رئیس هیئت مدیره      | کارشناسی     | حفاظت اطلاعات          |
| سید محمد هاشمی‌نژاد     | نایب رئیس هیئت مدیره | دکتری حرفه‌ای | مدیریت مالی            |
| مجید مشعلچی فیروزآبادی | عضو هیئت مدیره       | دکتری حرفه‌ای | پزشکی و فوق لیسانس MBA |
| محسن امیری‌زاده         | عضو هیئت مدیره       | دکتری حرفه‌ای | مدیریت بازرگانی        |
| مهدی سهیلی‌فر           | عضو هیئت مدیره       | کارشناسی     | حسابداری               |
| ابوالفضل آقادادی       | مدیر عامل            | دکتری        | بازرگانی               |

## روسای کل (مدیرعامل) بیمه کوثر ایران از ابتدا تا کنون
افرادی که به سمت مدیرعاملی بیمه کوثر انتخاب شده‌اند به این شرح است:
- عبدالرسول عطایی (۱۳۸۹ – ۱۳۹۵)
- مجید مشعلچی فیروزآبادی (۱۳۹۵– ۱۴۰۰)
- ابوالفضل آقادادی (۱۴۰۰– تاکنون)

## زمینهٔ فعالیت
- انجام عملیات بیمه‌ای مستقیم در انواع رشته‌های بیمه زندگی و غیر زندگی مانند بیمه‌های اموال، اشخاص، مسئولیت و مهندسی بر اساس پروانه فعالیت صادره از بیمه مرکزی
- تحصیل پوشش بیمه‌های اتکایی از داخل یا خارج از کشور در رابطه با بیمه‌نامه‌های صادره در چهارچوب ضوابط بیمه مرکزی
- قبول بیمه‌های اتکایی از مؤسسات بیمهٔ داخلی یا خارجی در حدود مقررات مربوط مشروط به رعایت ظرفیت نگهداری شرکت و ضوابطی که بیمه مرکزی اعلام می‌کند
- سرمایه‌گذاری از محل سرمایه ذخایر و اندوخته‌های فنی و قانونی در چهارچوب ضوابط مصوب شورای‌عالی بیمه[۶]

## توانگری مالی
توانایی شرکت بیمه در پرداخت زیان و خسارت‌ها نسبت به سرمایه‌ای که دارد نشان‌دهنده توانگری مالی است. شرکت‌هایی که در سطح یک توانگری و وضعیت مطلوب قرار دارند، نسبت توانگری آنها برابر ۱۰۰ درصد و بیشتر است. این شرکت‌ها از توانایی کافی جهت ایفای تعهدات خود در مقابل مشتریان، بیمه گذاران و صاحبان حقوق آنها برخوردارند. سطح یک توانگری مالی شرکت بیمه‌کوثر برای پنجمین سال متوالی توسط بیمه‌مرکزی جمهوری اسلامی ایران تأیید شد. نسبت توانگری مالی شرکت برای سال ۱۳۹۹ معادل ۱۲۷درصد (سطح یک)، توسط بیمهٔ مرکزی جمهوری اسلامی ایران تأیید شد. بیمه مرکزی با اجرای ماده «۶» آیین‌نامه نحوه محاسبه و نظارت بر توانگری مالی موسسه‌های بیمه (شماره ۶۹) و با توجه به بررسی و کنترل انجام شده، بر اساس اطلاعات صورت‌های مالی سال ۱۳۹۸ و پس از اعمال تعدیلات طبق محاسبات، توانگری سطح یک بیمه کوثر را تأیید کرد.
همچنین شرکت بیمه کوثر با نسبت مالکانه ۳۱ درصد در پایان پاییز ۱۳۹۹، رتبه دوم صنعت بیمه را در این شاخص به دست آورد.

## دستاوردهای شرکت
بیمه کوثر در سالیان اخیر دستاوردهای زیادی داشته‌است از جمله:
 افزایش سرمایه به مبلغ ۱۶ هزار و ۸۵۵ میلیارد و ۳۱ میلیون ریال برای سومین سال متوالی در سال ۱۴۰۰.
 حضور در لیست صد شرکت برتر ایران در سال مالی ۱۳۹۸ براساس رتبه‌بندی سازمان مدیریت صنعتی.
 حضور در لیست صد شرکت برتر ایران در سال مالی ۱۳۹۷ براساس رتبه‌بندی سازمان مدیریت صنعتی.
 حضور در لیست صد شرکت برتر ایران در سال مالی ۱۳۹۶ براساس رتبه‌بندی سازمان مدیریت صنعتی.
 حضور در لیست صد شرکت برتر ایران در سال مالی ۱۳۹۵ براساس رتبه‌بندی سازمان مدیریت صنعتی.
 گرفتن گواهینامه سیستم مدیریت کیفیت ISO۹۰۰۱:۲۰۱۵ برای چهارمین سال متوالی در سال ۱۴۰۰.
 رتبه نخست جشنواره روابط‌عمومی‌های صنعت بیمه به انتخاب بیمه مرکزی جمهوری اسلامی ایران با کسب ۶ عنوان برتر در سال ۱۴۰۰. هشتمین جشنواره «روابط‌عمومی‌های صنعت بیمه»، هم‌زمان با ۲۷ اردیبهشت، روز ارتباطات و روابط‌عمومی برگزار شد. بیمه کوثر در بخش «ارتباط با رسانه‌ها» و «پژوهش‌های اجتماعی» رتبه اول، در بخش «مدیریت و برنامه‌ریزی» رتبه دوم و در بخش «انتشارات»، «خلاقیت و نوآوری» و «امور تبلیغات» رتبه سوم را به دست آورد.